# Lila Latrous
Lila Latrous, née le 2 mai 1979, est une judokate algérienne ,

## Carrière
Lila Latrous évolue dans la catégorie des moins de 63 kg aux Championnats d'Afrique de judo 2000, terminant à la septième place. Elle concourt ensuite dans la catégorie des moins de 57 kg. Elle est médaillée d'or aux Championnats d'Afrique de judo 2004, aux Championnats d'Afrique de judo 2005, aux Jeux africains de 2007, aux Championnats d'Afrique de judo 2008 et aux Championnats d'Afrique de judo 2009. Elle obtient le bronze aux Jeux méditerranéens de 2009. Elle participe aussi aux Jeux olympiques d'été de 2004 et aux Jeux olympiques d'été de 2008. Elle est également médaillée d'argent dans la catégorie des moins de 61 kg aux Jeux panarabes de 1997 à Beyrouth.
Lila Latrous est licenciée au Djurdjura club Ouadhias de 1989 à 1997, au club de judo de Béni Yenni en 1997 et au Mouloudia club d’Alger à partir de 1998,

## Palmarès
| Année | Compétition                        | Lieu           | Résultat | Catégorie      |
| ----- | ---------------------------------- | -------------- | -------- | -------------- |
| 2004  | Championnats d'Afrique             | Tunis          | 1er      | Moins de 57 kg |
| 2005  | Championnats d'Afrique             | Port Elizabeth | 1er      | Moins de 57 kg |
| 2006  | Championnat du Monde Universitaire | Suwon          | 3e       | Moins de 57 kg |
| 2007  | Jeux africains                     | Alger          | 1er      | Moins de 57 kg |
| 2008  | Championnats d'Afrique             | Agadir         | 1er      | Moins de 57 kg |
| 2009  | Championnats d'Afrique             | Port-Louis     | 1er      | Moins de 57 kg |
| 2009  | Jeux méditerranéens                | Pescara        | 3e       | Moins de 57 kg |